# Marc Bertrán
Marc Bertrán Vilanova (La Pobla de Segur, 22 maggio 1982) è un ex calciatore spagnolo, di ruolo difensore.